# Berberski lav
Berberski (nubijski) lav je podvrsta lava koja je izumrla u prirodi. Živio je u planinskim predjelima sjeverne Afrike. Rimljani su ga koristili za borbe s gladijatorima u arenama. Posljednji primjerak u divljini je ubijen u Maroku kod gorja Atlas 1922., dok se drugi izvori smatrali da je to bilo 1892. u Tunisu. Ova vrsta lava je vjerojatno izumrla zbog lova ili promjena u klimi.  Danas postoji oko 100 berberskih lavova u zoološkim vrtovima diljem svijeta, a u muzejima je sačuvano devet koža, jedan kostur i nekoliko lubanja. 1996. jedna udruga za prava životinja je iz cirkusa izbavila mnogo životinja među kojima su bila tri lava slična berberskima.

## Opis
Berberski lav je vjerojatno najveća podvrsta lava u povijesti. Dug je oko 3,5 m. Muška jedinka ima 160-250, a ženska 100–170 kg. Vjeruje se da berberski lav ima isti nabor trbuha kao današnji azijski lav. Berberski lav ima sivkasto krzno. Ženke i mladi mužjaci imaju duge dlake oko vrata, na poleđini prednje noge i uz trbuh. Mužjaci posjeduju veliku grivu. Berberski lav živi odvojen od pripadnika svoje vrste.

### Prehrana
Plijen berberskog lava su bili berberska ovca (Ammotragus lervia), divlja svinja i obični berberski jelen (Cervus elaphus barbarus). Način lova je nepoznat, a vjerojatno su koristili smrt gušenjem kao i druge velike mačke.

### Razmnožavanje
Mužjaci i ženke budu zajedno samo tijekom sezone parenja, koja je vjerojatno u siječnju. Trudnoća traje 110 dana, nakon čega se rađa 1-6 mladih teških oko 1.5 kg. Mladi počinju hodati s 13 dana. Mužjaci pokazuju zanimanje za ženke s oko 2 godine, dobivaju mlade između 3 i 4 godine.

## Vanjske poveznice
- barbarylion.com